# Municipio de Union (condado de Marion, Misuri)
El municipio de Union (en inglés: Union Township) es un municipio ubicado en el condado de Marion en el estado estadounidense de Misuri. En el año 2010 tenía una población de 870 habitantes y una densidad poblacional de 5,13 personas por km².

## Geografía
El municipio de Union se encuentra ubicado en las coordenadas 39°49′42″N 91°44′13″O / 39.82833, -91.73694. Según la Oficina del Censo de los Estados Unidos, el municipio tiene una superficie total de 169.58 km², de la cual 168,95 km² corresponden a tierra firme y (0,38 %) 0,64 km² es agua.

## Demografía
Según el censo de 2010, había 870 personas residiendo en el municipio de Union. La densidad de población era de 5,13 hab./km². De los 870 habitantes, el municipio de Union estaba compuesto por el 98,28 % blancos, el 0,34 % eran afroamericanos y el 1,38 % eran de una mezcla de razas. Del total de la población el 0,46 % eran hispanos o latinos de cualquier raza.